# Symplectoscyphus columnarius
Symplectoscyphus columnarius är en nässeldjursart som först beskrevs av Briggs 1914.  Symplectoscyphus columnarius ingår i släktet Symplectoscyphus och familjen Sertulariidae. Inga underarter finns listade i Catalogue of Life.